# Kate Ashfield
Kate Ashfield (Birmingham, 28 maggio 1972) è un'attrice britannica.

## Filmografia

### Cinema
- La principessa degli intrighi (Princess Caraboo), regia di Michael Austin (1994)
- Zona di guerra (The War Zone), regia di Tim Roth (1999)
- Guest House Paradiso, regia di Adrian Edmondson (1999)
- The Low Down, regia di Jamie Thraves (2000)
- Christie Malry's Own Double-Entry, regia di Paul Tickell (2000)
- Late Night Shopping, regia di Saul Metzstein (2001)
- The Last Minute, regia di Stephen Norrington (2001)
- Pure, regia di Gillies MacKinnon (2002)
- Flyfishing, regia di David L. Williams (2002)
- Collusion, regia di Richard Burridge (2003)
- Amore senza confini - Beyond Borders (Beyond Borders), regia di Martin Campbell (2003)
- L'alba dei morti dementi (Shaun of the Dead), regia di Edgar Wright (2004)
- Fakers, regia di Richard Jones (2004)
- Spivs, regia di Colin Teague (2004)
- The Trouble with Men and Women, regia di Tony Fisher (2005)
- Non dire sì - L'amore sta per sorprenderti (The Best Man), regia di Stefan Schwartz (2005)
- The Baker, regia di Gareth Lewis (2007)
- The Kid, regia di Nick Moran (2010)
- My Brothers, regia di Paul Fraser (2010)
- Late Bloomers, regia di Julie Gavras (2011)
- United, regia di James Strong (2011)
- 7lives, regia di Paul Wilkins (2011)
- When the Lights Went Out, regia di Pat Holden (2012)
- Byzantium, regia di Neil Jordan (2012)
- Believe - Il sogno si avvera (Believe), regia di David Scheinmann (2013)
- Nymphomaniac (Nymphomaniac: Vol. II), regia di Lars von Trier (2013)
- Still, regia di Simon Blake (2014)

### Televisione
- Soldier Soldier – serie TV, 8 episodi (1996)
- Watership Down – serie TV, 7 episodi (1999)
- A Many Splintered Thing, regia di Sandy Johnson – miniserie TV, 6 puntate (2000)
- Do or Die, regia di Rowan Woods – miniserie TV, 2 puntate (2001)
- Secret Smile, regia di Christopher Menaul – miniserie TV, 2 puntate (2005)
- Tsunami (Tsunami: The Aftermath), regia di Bharat Nalluri – miniserie TV, 2 puntate (2006)
- Talk to Me, regia di Dearbhla Walsh – miniserie TV, 4 puntate (2007)
- Never Better – serie TV, 6 episodi (2008)
- The Children, regia di David Evans – miniserie TV, 3 puntate (2008)
- Il diario di Anna Frank (The Diary of Anne Frank), regia di Jon Jones – miniserie TV, 5 puntate (2009)
- Collision, regia di Marc Evans – miniserie TV, 4 puntate (2009)
- Poirot (Agatha Christie's Poirot) – serie TV, episodio 12x02 (2010)
- Testimoni silenziosi (Silent Witness) – serie TV, episodi 14x09-14x10 (2011)
- Line of Duty – serie TV, 5 episodi (2012)
- L'ispettore Barnaby (Midsomer Murders) – serie TV, episodio 15x06 (2013)
- Secret and Lies – serie TV, 4 episodi (2015)
- A Confession, regia di Paul Andrew Williams – miniserie TV, 5 puntate (2019)
- Sanditon – serie TV, 20 episodi (2019-2023)
- His Dark Materials - Queste oscure materie (His Dark Materials) - serie TV, 4 episodi (2022) - voce

## Premi
- British Independent Film Awards 2001 - "Best Actress"
- Royal Television Society Television Award 2004 - "Best Actress"